# Todor Manołow
Todor Christow Manołow (bułg. Тодор Христов Манолов; ur. 3 marca 1951 w Warnie, zm. 5 września 2014) – bułgarski lekkoatleta specjalizujący się w rzucie młotem, uczestnik letnich igrzysk olimpijskich w Monachium (1972).

## Sukcesy sportowe
- dwukrotny mistrz Bułgarii w rzucie młotem – 1973, 1976[1]

| Rok  | Miasto | Zawody                         | Konkurencja | Wynik       |
| ---- | ------ | ------------------------------ | ----------- | ----------- |
| 1970 | Paryż  | mistrzostwa Europy juniorów    | rzut młotem | złoty medal |
| 1974 | Sofia  | mistrzostwa krajów bałkańskich | rzut młotem | złoty medal |
| 1976 | Celje  | mistrzostwa krajów bałkańskich | rzut młotem | złoty medal |

## Rekordy życiowe
- rzut młotem – 73,52 – Sofia 09/05/1976